# Наровская, Ольга Александровна
Ольга Александровна Наровская (род. 1946 год, Салиена, Илукстский уезд, Латвийская ССР) — крутильщица Даугавпилсского завода химического волокна имени Ленинского комсомола Министерства химической промышленности СССР, Латвийская ССР. Герой Социалистического Труда (1981). Депутат Верховного Совета СССР 10-го созыва. Лауреат премии Совета Министров СССР.

## Биография
Родилась в 1946 году в крестьянской семье в селе Салиена, Латвийская ССР. Получила среднее образование в местной школе. С 1965 года — ученица крутильщицы на Даугавпилсском заводе химического волокна.
Достигла высокого профессионального уровня. Выполняла ежедневные плановые задания на 110—115 %. В 1971 году перешла на удвоенную зону обслуживания и работала с 1270 шпинделями вместо 634 по норме. Была назначена бригадиром крутильшиц цеха № 2 по производству искусственного шёлка. В 1975 году вступила в КПСС.
Бригада крутильщиц под руководством Ольги Наровской ежегодно занимал передовые позиции в заводском социалистическом соревновании. В 1976 году бригада стала инициатором социалистического соревнования на заводе и предприятиях Даугавпилса за досрочное выполнение заданий Десятой пятилетки (1976—1980). Досрочно выполнила плановые задания этой пятилетки к 20 марта 1978 года и к 28 августа этого же года — дополнительный годовой план. В феврале 1979 года выполнила производственные задания одиннадцати месяцев этого года. В августе 1980 года выполнила производственные задания Одиннадцатой пятилетки (1981—1985). Указом Президиума Верховного Совета СССР от 6 апреля 1981 года удостоена звания Героя Социалистического Труда «за выдающиеся производственные достижения, досрочное выполнение заданий десятой пятилетки и социалистических обязательств, и проявленную трудовую доблесть» с вручением ордена Ленина и золотой медали Серп и Молот.
Избиралась депутатом Верховного Совета СССР 10-го созыва (1979—1984), делегатом XXVI (1981) и XXVII (1986) съездов КПСС и в 1981 году — делегатом XXIII съезда Компартии Латвии.
После выхода на пенсию проживала в Даугавпилсе.
Награды и звания
- Герой Социалистического Труда
- Орден Ленина
- Орден Трудового Красного Знамени (05.03.1976)
- Орден Октябрьской Революции (03.06.1981)